# Cuatro hermanas mágicas
Cuatro hermanas mágicas (título original en alemán: Vier zauberhafte Schwestern) es una película de 2020 dirigida por Sven Unterwaldt. El guion de Hortense Ullrich está basado en la serie de libros Sprite Sisters de Sheridan Winn. El estreno fue el 5 de enero de 2020 en el Mathäser-Filmpalast en Múnich, el estreno en los cines en alemán y austriaco fue el 9 de enero de 2020.

## Sinopsis
Flame, Marina, Flora y Sky son cuatro hermanas que tienen habilidades mágicas. Cada una de ellas ha dominado uno de los cuatro elementos fuego, agua, tierra y aire desde su noveno cumpleaños . En su noveno cumpleaños, Sky, la más joven de las hermanas, también descubre sus habilidades mágicas. Sin embargo, las fuerzas solo están disponibles para ellas cuando no están discutiendo.

## Reparto
- Laila Padotzke como Flame Cantrip
- Hedda Erlebach como Marina Cantrip
- Lilith Julie Johna como Flora Cantrip
- Leonore von Berg como Sky Cantrip
- Katja Riemann como Glenda
- Justus von Dohnányi como Oswald
- Anna Thalbach como Sra. Duggery
- Doris Schretzmayer comoOttalie Cantrip, madre
- Gregor Bloéb como Colin Cantrip, padre
- Juls Serger como Quinn
- Penelope Frego como Moderador Mandy
- Trixi Janson como Verena

## Producción
La película fue producida por Blue Eyes Fiction GmbH & Co. KG (Corinna Mehner), con sede en Múnich , en coproducción con la película vienesa DOR Film (Danny Krausz), Filmvergnuegen (Südtirol), Potemkino (Bruselas), Buena Vista International. Film Production GmbH (Múnich), Pixomondo Studios GmbH & Co. KG (Frankfurt) y Story House Productions (Berlín).

### Rodaje
El rodaje tuvo lugar el 25 de junio al 23 de agosto de 2018 y tuvo lugar en Baviera, Berlín, Hesse, Bruselas, Viena, Baja Austria y Merano. Una de las ubicaciones fue el castillo de Oberlangenstadt. En Viena, la película se rodó en Grünangergasse en el distrito 1 de Viena Innere Stadt.

## Estrenos
En el Reino Unido la película se estrenó el 24 se septiembre de 2020, en Polonia se estrenó el 23 de octubre de 2020, en Rusia se estrenó el 28 de enero de 2021 y en Ucrania se estrenó el 11 de febrero de 2021.

## Recepción
Oliver Kube descubrió en Filmstarts.de que la película irradiaba energía positiva y entusiasmo comprensivo. Además, el mensaje de la película es digno de elogio y las canciones tienen melodías pegadizas. Sin embargo, la comedia familiar de fantasía se escenifica y se juega demasiado accidentada durante largos períodos para ser recordada por más tiempo. Desafortunadamente, las actuaciones actoral tampoco son del todo satisfactorias. Una y otra vez, las cuatro jóvenes actrices principales en particular, así como Doris Schretzmayer y Gregor Bloéb, quienes actuaron como sus padres, se muestran muy rígidos e incómodos.
Diemuth Schmidt escribió en el Weser Kurier que Four Magical Sisters era «una película con humor, personajes extraños y mucho poder femenino». El mensaje de la película de que puedes lograr más si te mantienes unido no es nuevo, pero siempre vale la pena contarlo. El director Sven Unterwaldt usó constantemente la magia mostrada para entretener e hizo reír y asombrar a su audiencia.